# Hohennauener Wasserstraße
Die Hohennauener Wasserstraße (HnW) ist eine sogenannte sonstige Binnenwasserstraße des Bundes. Sie gehört zur Unteren Havel-Wasserstraße. Zuständig ist das Wasserstraßen- und Schifffahrtsamt Spree-Havel.

## Geografische Lage
Die Wasserstraße erstreckt sich von Westen nach Osten im Land Brandenburg im Landkreis Havelland. Am nördlichen Ufer der Wasserstraße liegen die Orte Hohennauen und Wassersuppe, am Südufer Semlin, einem Ortsteil der Stadt Rathenow.

## Bilder

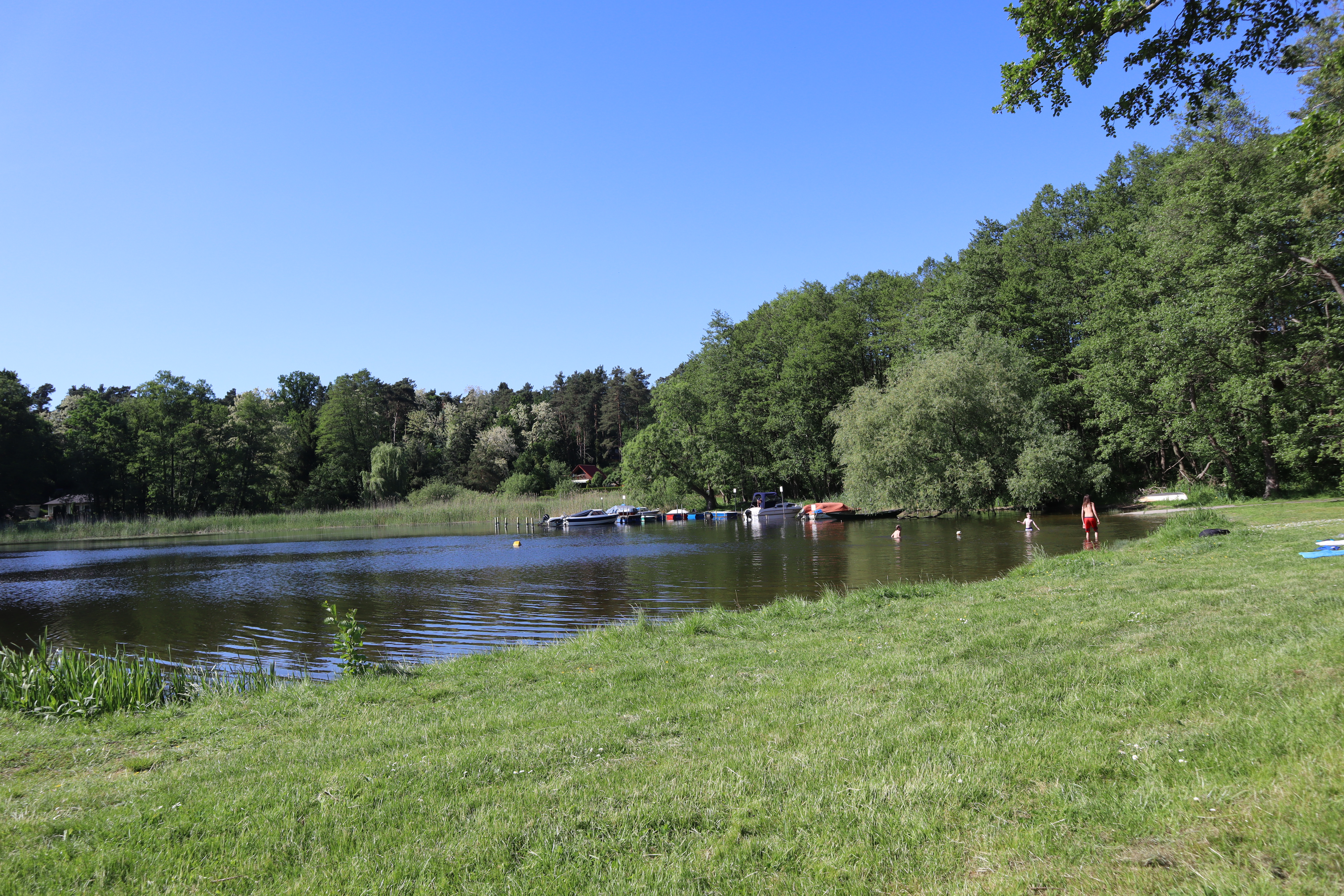
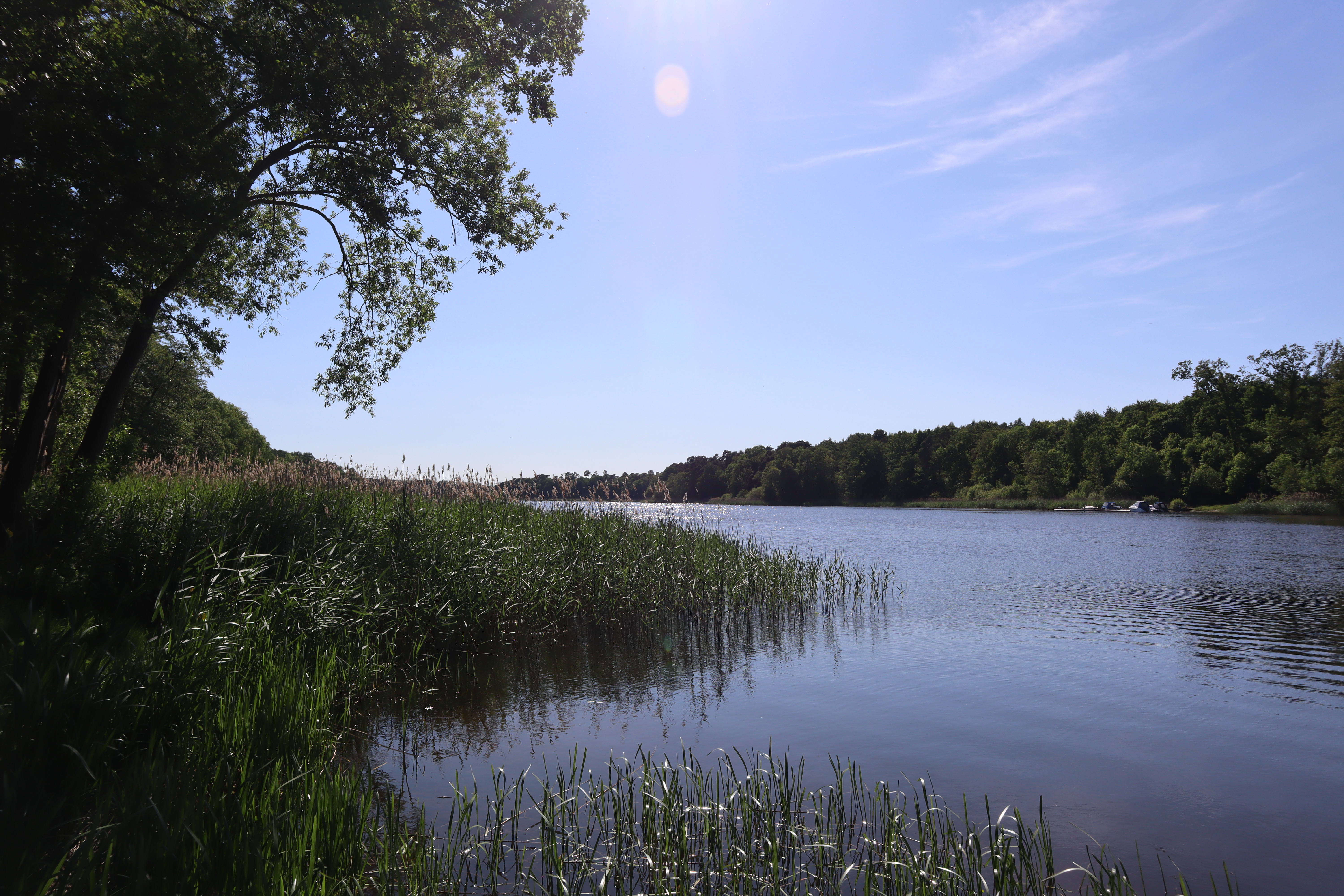
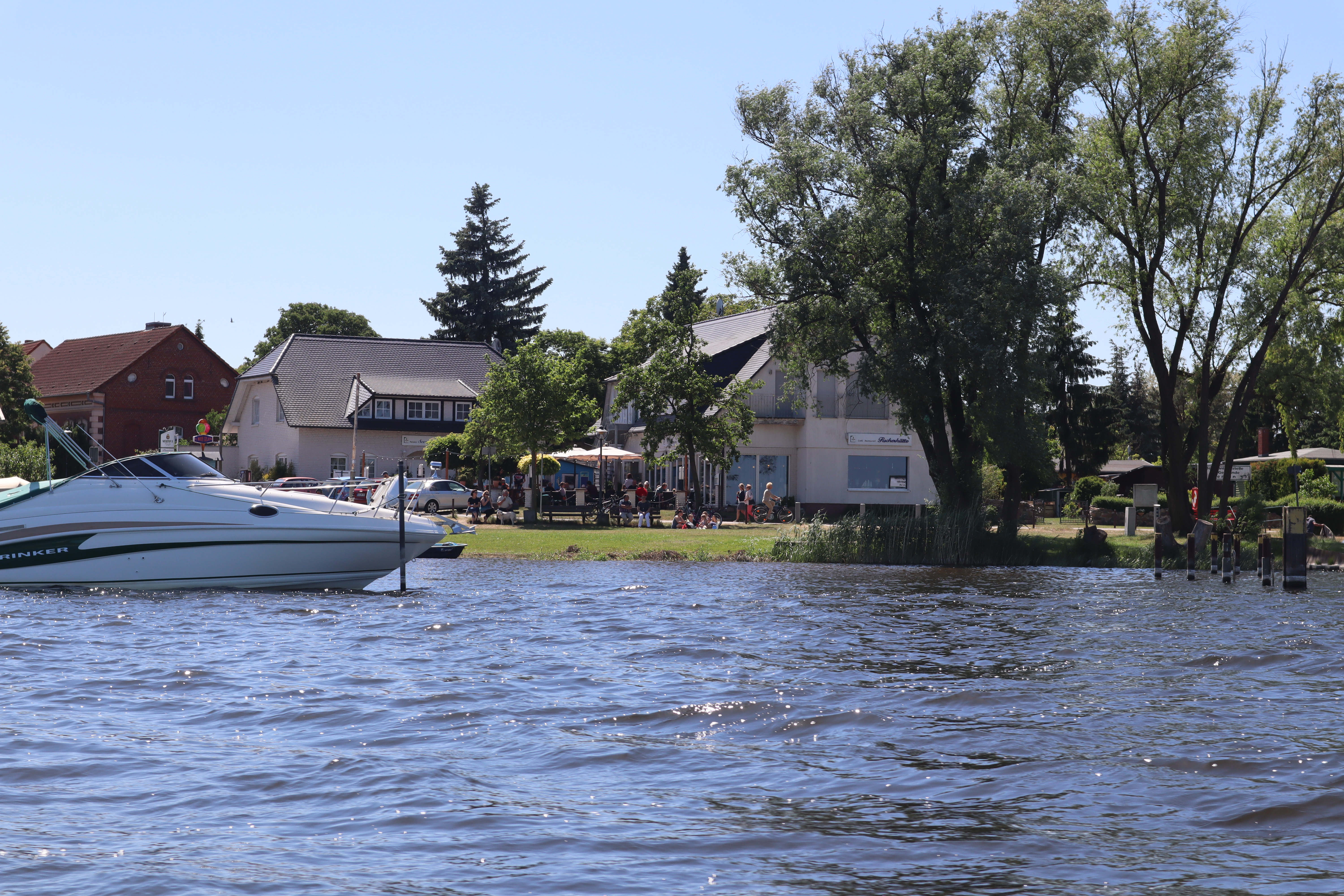

## Verlauf
Die Wasserstraße zweigt als Kanal am Kilometer 111,84 der Unteren Havel-Wasserstraße von der Havel ab. Sie besteht aus einem etwa 1,75 Kilometer langen Kanalabschnitt des Großen Havelländischen Hauptkanals, auch Hohennauener Kanal genannt, und dem 8,83 Kilometer langen Hohennauener-Ferchesarer See. Die Kilometrierung der Hohennauener Wasserstraße beginnt an der Havel und läuft nach Osten vorbei an der Einmündung des Großen Havelländischen Hauptkanals bei Wassersuppe bis zum östlichen Ende des Sees.

## Binnenwasserstraße
Die Hohennauener Wasserstraße ist von inzwischen untergeordneter Bedeutung für die Schifffahrt und wird nur noch von einem kleinen Fahrgastschiff und Sportbooten genutzt. Die Wassertiefen im Hohennauener Kanal liegen bei Mittelwasser zwischen 80 Zentimeter und 1,50 Meter bezogen auf den Unterpegel Rathenow. Die Seenstrecke ist durchgängig über zwei Meter tief und verflacht erst in Ufernähe. In der Engstelle Lötze am Kilometer 3,40 beträgt die Wassertiefe in Fahrwassermitte im Mittelwert 1,90 Meter.

## Brücken
Über die Wasserstraße führen zwei Brücken, die Straßenbrücke der Bundesstraße 102 am Kilometer 1,60 und eine genietete stählerne Fachwerkbrücke am Kilometer 1,50 einer ehemaligen Eisenbahnstrecke. Früher verlief die Straße etwa 50 Meter weiter westlich im Verlauf der Alten Rathenower Straße über den Hohennauener Kanal.
| Nummer | km                      | Fotografie                                          | Name der Brücke / Ort                        | Anmerkungen | Lage   |
| ------ | ----------------------- | --------------------------------------------------- | -------------------------------------------- | --- | ------ |
| 1      | 1,60 Hohennauener Kanal | ehemalige Eisenbahnbrücke Hohennauen                | Eisenbahnbrücke Hohennauen/Gemeinde Seeblick | Westlich der Straßenbrücke befindet sich eine stählerne Fachwerkbrücke einer ehemaligen Eisenbahnstrecke. Die Strecke führte von Rathenow nach Wittstock/Dosse. Die mittlere Durchfahrtshöhe beträgt 4,90 Meter. Die Durchfahrtsbreite 6,00 Meter. | Karten |
| 2      | 1,80 Hohennauener Kanal | Straßenbrücke Hohennauen · Straßenbrücke Hohennauen | Straßenbrücke Hohennauen/Gemeinde Seeblick   | Die 2005 neugebaute Straßenbrücke führt die Rhinower Straße (B 102) von Rathenow nach Hohennauen über den Hohennauener Kanal. Die mittlere Durchfahrtshöhe beträgt 4,90 Meter. Die Durchfahrtsbreite 7,00 Meter.                                   | Karten |